# 마리갈란트섬

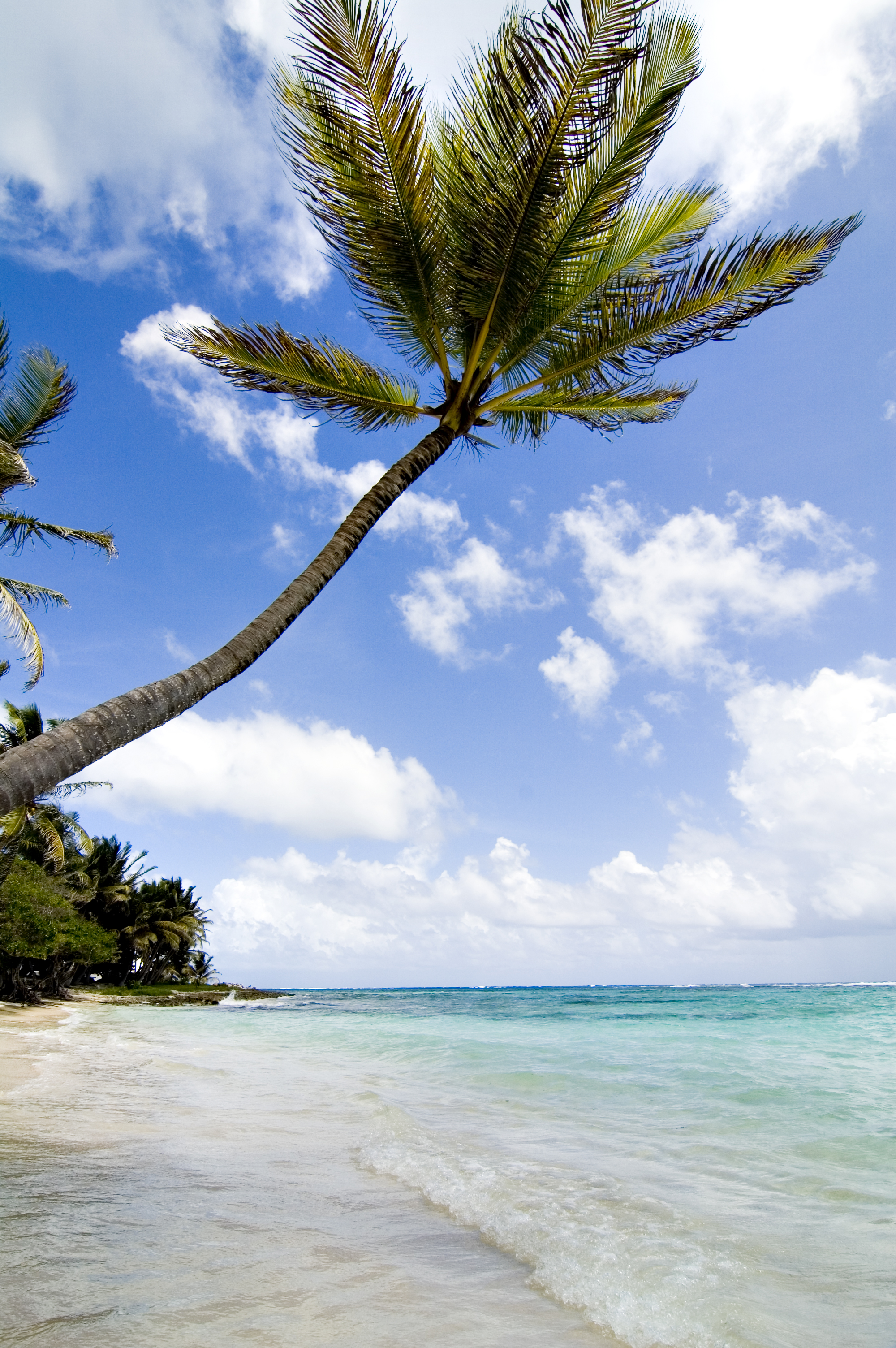
마리갈란트섬의 해변

마리갈란트섬(Marie-Galante)은 프랑스 해외 데파르트망의 하나인 과들루프를 형성하는 섬들 가운데 하나이다. 마리갈란트섬의 육지 면적은 158.1km2이다. 2013년을 기점으로 거주 인구 수는 11,528명이지만 2018년을 기점으로 공식 추산치는 10,655명이며 인구 밀도는 62.5/km2이다.

## 코뮌
마리갈란트섬은 3개의 코뮌으로 나뉜다.(2013년 1월 1일 기준 인구)
- 그랑부르[4] (5,564명)
- 카페스테흐 드 마리갈란트 (3,389명)
- 생루이 (2,575명)